# 金日成全集
金日成全集(きむ・いるそん ぜんしゅう、朝鮮語: 김일성전집)は、朝鮮民主主義人民共和国平壌直轄市の朝鮮労働党出版社が出版する著書である。
（偉大な）金日成主席の不朽の著作を、年代順に全面的に体系付けて纏められた、不滅のチュチェ思想の全書である。
1992年3月から、光復以降を扱った第2巻が先に出版された。植民地時代を扱った第1巻は、金日成が死亡した翌年の1995年に解放50周年を記念して出版された。2021年時点で第106巻まで刊行した。増補版も刊行しており、2021年時点で第15巻まで出版されている。

## 内容
「金日成全集」の内容は、基本編と続編に区分されている。基本編では、金日成の理論・実践的な内容で特に重要なものが厳選収録されている。続編には、様々な書状、スピーチ、談話、報告、法律関係、軍事関係などの内容が部門別・クラス別に収録されている。